# Jozef Štolc
Jozef Štolc (ur. 24 marca 1908 w Hranovnicy, zm. 15 lipca 1981 w Bratysławie) – słowacki językoznawca, dialektolog. Zajmował się badaniem gwar słowackich i morfologii słowackiego języka literackiego oraz problematyką kultury językowej.

## Życiorys
Studiował słowacystykę i germanistykę na Uniwersytecie Komeńskiego w Bratysławie (1928–1932). Kształcenie w zakresie germanistyki odbył także na Uniwersytecie Wiedeńskim (1932–1933). W 1941 r. uzyskał PhDr., w 1949 r. docenturę; od 1964 r. kandydat nauk, od 1969 r. doktor nauk. 
W latach 1940–1945 pracował w Ministerstwie Szkolnictwa i Oświaty Narodowej w Bratysławie. W trakcie swojej kariery zajmował szereg stanowisk i funkcji w Słowackiej Akademii Nauk i Sztuk. W latach 1964–1976 był zatrudniony w Instytucie Językoznawstwa im. Ľudovíta Štúra. W 1976 r. przeszedł na emeryturę.
Należał do rad redakcyjnych czasopism „Jazykovedný časopis” i „Slovenská reč”.

## Wybrana twórczość
- Slovenská dialektológia (1994)